# Тени Бельведера
«Тени Бельведера» («Маска сорвана») — фильм-драма кинорежиссёра Александра Анощенко-Анода, снятый в 1927 году.

## Сюжет
Польшей диктаторски правят из Бельведерского дворца, неповиновение косным традициям жестоко карается правящими кругами. Молодой аристократ, офицер польской армии Конрад Зволинский знакомится с еврейской девушкой Лией, дочерью бедных родителей. Молодые люди влюбляются друг в друга, но их выбор вызывает негодование великосветских ханжей…

## В ролях
- Иван Иванович Арбенин-Падохин
- Александр Ермолаевич Долинин
- Николай Викторович Панов

## Съёмочная группа
- Режиссёр: Александр Дмитриевич Анощенко-Анод
- Сценарист: Александр Золин
- Оператор: Владимир Петрович Лемке
- Художник: Владимир Николаевич Мюллер